# منزل ذو طاقة زائدة

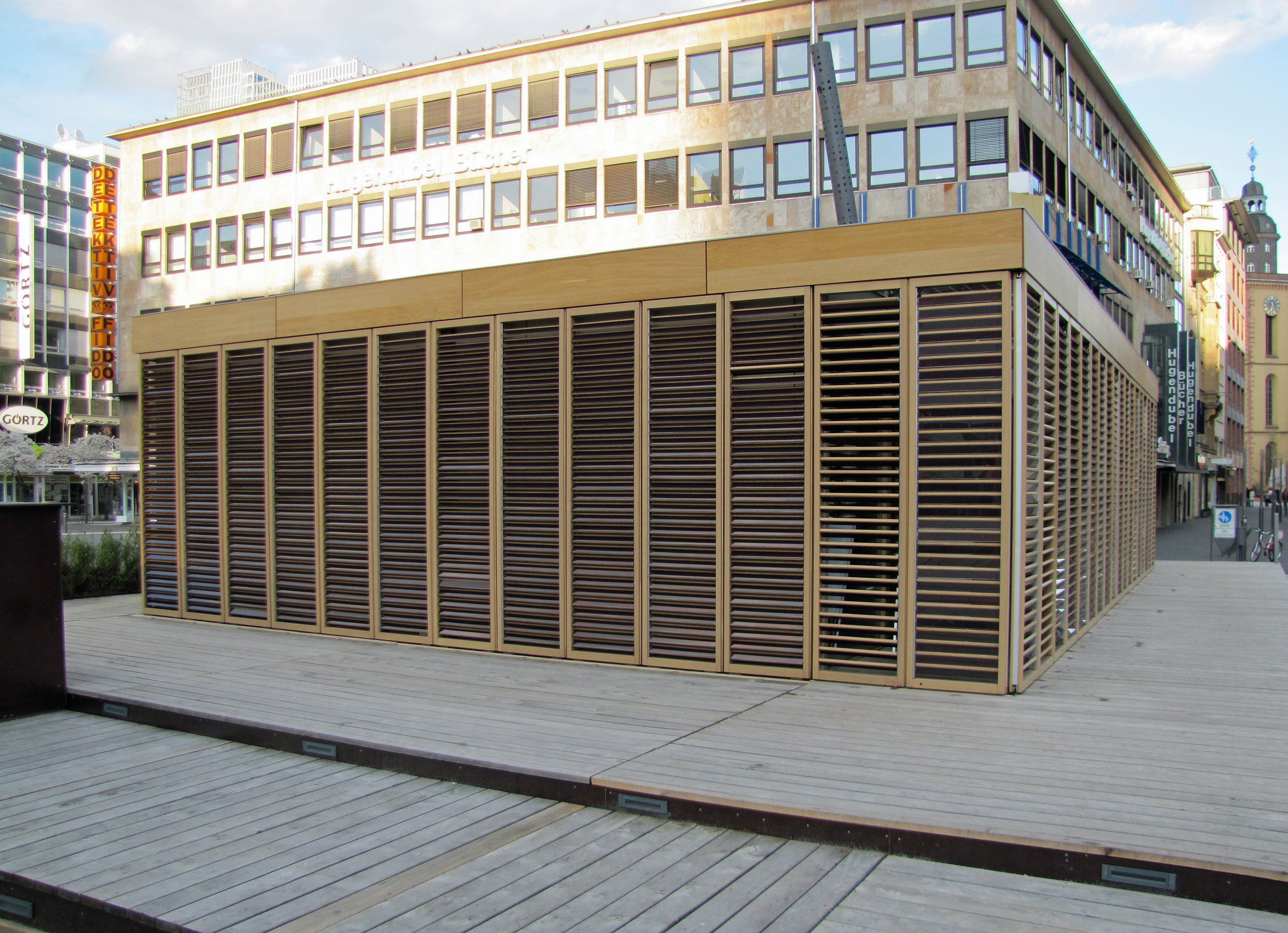
نموذج في ألمانيا.

المنزل ذو الطاقة الزائدة (بالإنجليزية:Energy-plus-house) هو منزل ينتج طاقة أكثر من مصادر الطاقة المتجددة، في المتوسط على مدار السنة، حيث يستهلك الطاقة من مصادر خارجية. تم تحقيق هذا باستخدام تركيبة من تكنلوجيا تولد الطاقة على نطاق صغير (Microgeneration) وبين تقنيات المباني المنخفضة الطاقة مثل تصميم البناء الشمسي السلبي، العزل والاختيار المتأني الدقيق للموقع.
يمكن لهذه المنازل أن تنطوي على الحد من وسائل الراحة الحديثة، بتفضيل تخفيض استهلاك الطاقة عن الراحة التقليدية. على أي حال، كثير من منازل زائدة الطاقة لايمكن تمييزها عن المباني التقليدية، لأنها وببساطة تستخدم حلول الطاقة الأكثر فعالية في جميع أنحاء المنزل.

## وصلات خارجية
- مستوطنة / قرية ذات طاقة زائدة في ألمانيا.
- GEMINI مثال مشابه في النمسا.